# Фернандо Санс
Фернандо Санс (ісп. Fernando Sanz, нар. 4 січня 1974, Мадрид) — іспанський футболіст, що грав на позиції захисника.
Виступав, зокрема, за клуби «Реал Мадрид» та «Малага».

## Ігрова кар'єра
Вихованець футбольної академії клубу «Реал Мадрид». 1993 року почав виступи за третю команду королівського клубу. Згодом, протягом 1994 року, виступав на умовах оренди за чилійський «Уніон Еспаньйола», взявши участь у 20 матчах місцевого чемпіонату. 
Повернувшись з оренди, протягом 1994—1996 років захищав кольори команди «Реал Мадрид Кастілья», а з 1996 року почав залучатися до складу основної команди «Реал Мадрид». Відіграв за королівський клуб наступні три сезони своєї ігрової кар'єри. В сезоні 1996/97 ставав чемпіоном Іспанії, а наступного сезону став переможцем Ліги чемпіонів УЄФА.
1999 року захисник, якому так і не вдалося стати гравцем основного складу «вершкових», перейшов до «Малаги», за яку відіграв 7 сезонів. Більшість часу, проведеного у складі «Малаги», був основним гравцем захисту команди. 2002 року виборов у її складі Кубок Інтертото. Завершив професійну кар'єру футболіста виступами за команду «Малага» у 2006 році.

## Титули
- Чемпіон Іспанії (1):

«Реал Мадрид»: 1996/97
- Переможець Ліги чемпіонів УЄФА (1):

«Реал Мадрид»: 1997/98
- Володар Міжконтинентального кубка (1):

«Реал Мадрид»: 1998
- Володар Кубка Інтертото (1):

«Малага»: 2002